# Paramphiascella robinsoni
Paramphiascella robinsoni är en kräftdjursart som först beskrevs av A. Scott 1902.  Paramphiascella robinsoni ingår i släktet Paramphiascella och familjen Diosaccidae. Inga underarter finns listade i Catalogue of Life.